# جوش كوكس
جوش كوكس (بالإنجليزية: Josh Cox) هو منافس ألعاب قوى أمريكي، ولد في 9 أغسطس 1975.

## وصلات خارجية
- جوش كوكس على موقع الاتحاد الدولي لألعاب القوى (الإنجليزية)